# Krewetka amano
Caridina multidentata, wcześniej znana jako C. japonica – gatunek słodkowodnej krewetki. Jej najpopularniejsza nazwa to krewetka Amano. Nazwa ta pochodzi od nazwiska Takashiego Amano, który jako pierwszy wprowadził ją do akwarystyki z wielkim powodzeniem. W literaturze obcojęzycznej spotykana pod nazwami: „Amano shrimp”, „Yamato Numaebi”, „Yamato shrimp”, „Yamamoto shrimp”, „Japanese shrimp” i „Yamatonuma ebi”.
Caridina multidentata pochodzi z Japonii. Po raz pierwszy znaleziona została w wodach japońskiej rzeki Yamato, występuje również w Korei oraz na obszarze Tajwanu.

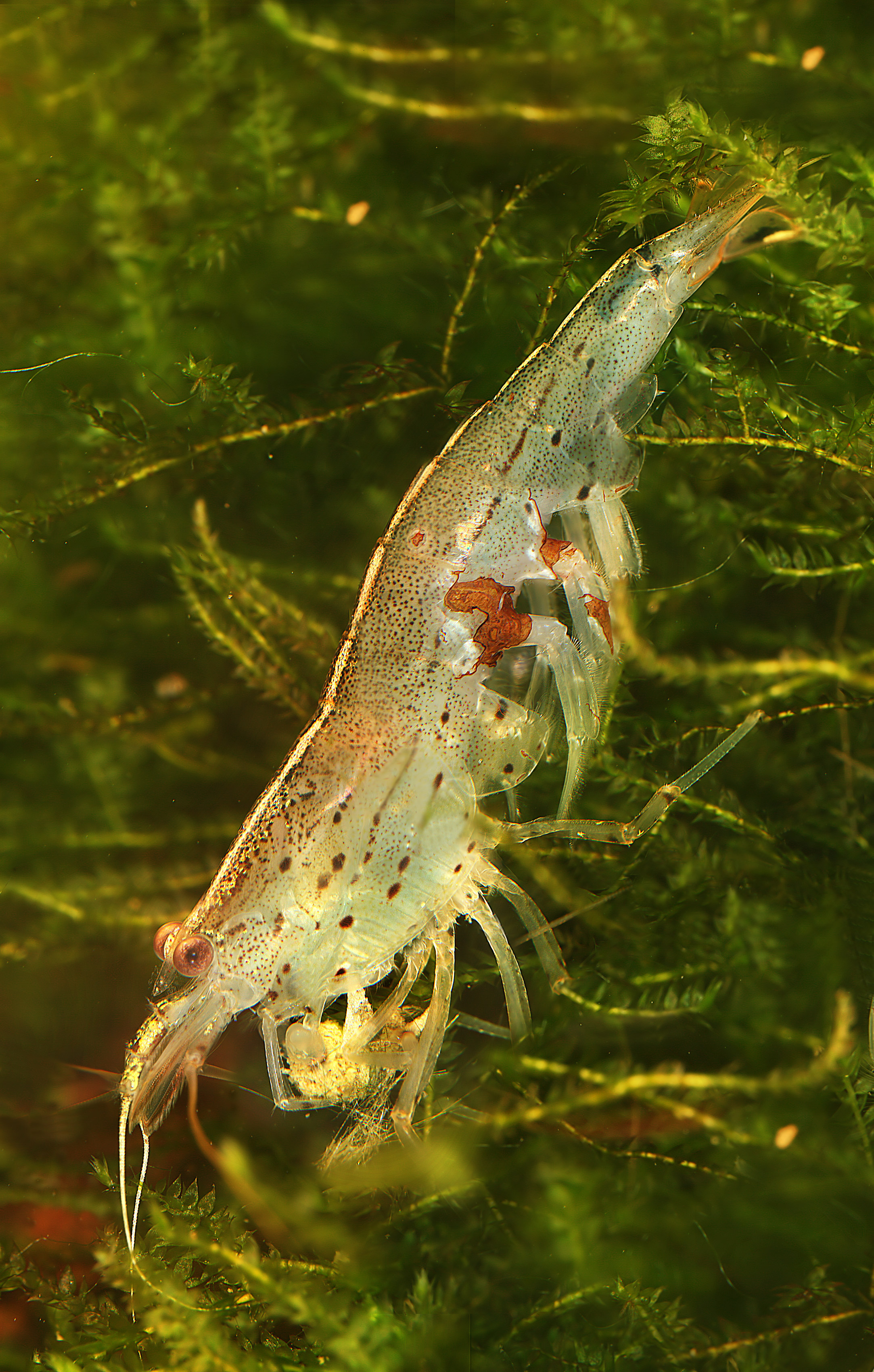

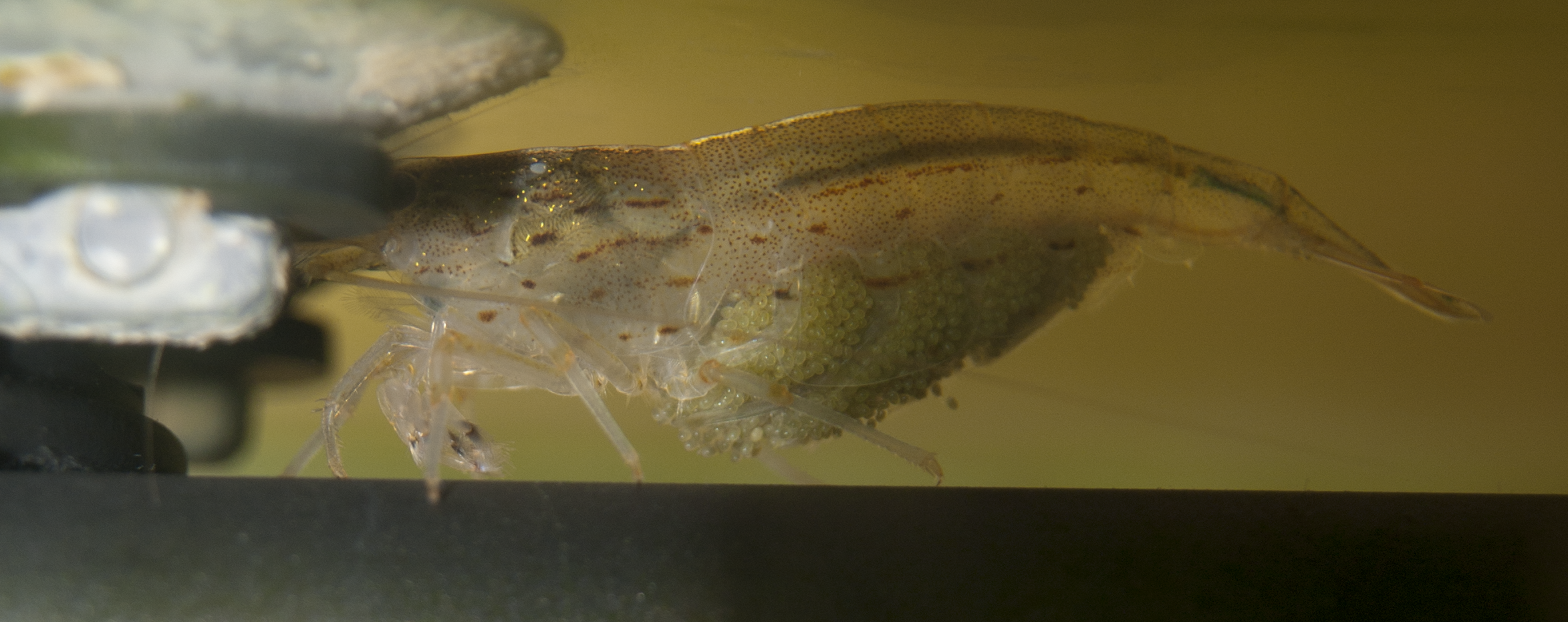
Samica krewetki amano z dziesięciodniowymi jajeczkami

## Charakterystyka

### Wygląd
Samce rosną zwykle do 3,5 cm długości, samice do 4 cm, chociaż spotyka się jeszcze większe osobniki.
Ciało przezroczyste, na grzbiecie biegnie linia, na bokach plamki przybierające u samic kształty kresek, u samców kropek. Ich kolor może się różnić, wpływa na to karma oraz parametry wody. W porównaniu do innych krewetek np. odmiany Fire Red, na odnóżach, które służą do jedzenia nie mają szczypiec, a włoski.

### Dymorfizm płciowy
Samice bardzo łatwo odróżnić od samców. Krewetki są po bokach nakrapiane, samice mają plamki przypominające kreski, natomiast samce bardziej regularne, przypominające kropki. Samice są większe. Samce są mniejsze, bardziej ruchliwe i mniej odważne.

## Hodowla domowa

### Wygląd akwarium
Akwarium dla tych krewetek powinno być dosyć obszerne, rosną większe niż Crystal Red, a jak każde krewetki karłowate są zwierzętami stadnymi. Wystrój zbiornika wygląda tak samo jak u Crystal Red i Fire Red. Akwarium z gęsto posadzonymi drobnolistnymi roślinami np. moczarka argentyńska, kabomba karolińska itp. Tak jak inne krewetki lubi mszaki (np. mech jawajski), wątrobowce (np. wgłębka) i glony ozdobne (tj. gałęzatkę). Bez nich nie ma mowy o prawidłowym funkcjonowaniu krewetkarium. Oprócz dużej ilości roślin trzeba zapewnić kryjówki np. kokosy, kamienie, korzenie. Nie może też zabraknąć filtra i napowietrzania. „Amanki” są wrażliwe na brak tlenu i u nich również może wystąpić przyducha. Powinna być łączona z łagodnymi rybami, dobrze się czuje w towarzystwie krewetek filtrujących. Lubi lekki prąd wody. Tak jak inne krewetki karłowate po starcie zbiornika powinny być pierwsze wpuszczane, by mogły zapoznać się z akwarium. Po 2 dniach można spokojnie wpuszczać rybki. Natomiast jeśli w akwarium już jest obsada, krewetki (wszystkie karłowate) należy wpuszczać po zgaszeniu światła.

### Pokarm
Krewetka Amano jest wielkim smakoszem glonów, to właśnie dzięki temu zdobyła wielką popularność wśród akwarystów. Jada również pokarmy zawierające spirulinę (np. tabletki dla zbrojników czy Shrimp Sticks), owoce, warzywa, larwy owadów, martwe ryby, szczątki liści, odchody, resztki pokarmów dla ryb. Powinny mieć urozmaiconą dietę, jednak nie można ich przekarmiać, bo tracą ochotę na wyjadanie glonów. Są żarłoczne i nie powinno się ich głodzić, a ich dieta w największej części powinna składać się z pokarmów roślinnych.

### Wylinka
Krewetki przechodzą proces linienia, czyli zrzucania pancerza. Gdy zbliża się czas wylinki krewetki się ukrywają, przestają jeść, stają się apatyczne. Samo zrzucenie pancerza trwa krótko. Po zrzuceniu pancerza ukrywają się przez kolejne 2–3 dni czekając aż ich nowy pancerz stwardnieje.

### Rozmnażanie
Przeobrażenie zupełne. Samica nosi ok. 200 jajeczek pod odwłokiem przez ok. 5 tygodni. W naturalnym środowisku larwy spływają rzeką do morza. Tam dorastają do ok. 1 cm i wracają do rzek. Larwy w ciągu pięciu dni od wyklucia należy przenieść do wody o zasoleniu ok. 35ppt..